# حمدون قصار
ابوصالح حَمدون بن احمد بن عَمّاره قصار نیشابوری معروف به حَمدونِ قَصّار از صوفیان ایرانی در سده سوم هجری و پیر و اشاعه دهنده مکتب ملامتیه بوده‌است. علاوه بر تصوف، وی در علم حدیث و فقه اسلامی نیز تحصیلات داشته‌است. دربارهٔ شخصیت او و مکتب ملامت در کتاب تذکرة الاولیا و کتاب طبقات‌الصوفیه (سلمی) مطالبی نوشته شده‌است. حمدون در تصوف رأس فرقهٔ ملامتیه یا قصاریه به‌شمار می‌آید. وی از پیروان مکتب ثَوری بود و با ابوتراب نخشبی، ابوحفص عمرو بن سلم حداد نیشابوری و سالم باروسی در تصوف ملازمت داشت. جمعی از صوفیان که از پیروان او به‌شمار می‌روند ملامیان یا قصاریان می‌خوانند.
اهمیت شخصیت حمدون قصار ازآن جهت است که او طریقهٔ ملامت را برای اولین بار در نیشابور- که با خراسان امروز ایران هم محدود است - اشاعه داد. تفکری که بعدها در میان گروه‌های گوناگون تصوف پیروان زیادی جلب کرد و زمینه‌ساز ایجاد فرقه‌هایی دیگر از تصوف شد. بنا به نظر عبدالباقی گلپنارلی حمدون قصار پیر و اشاعه دهنده اصلی ملامیه در دوره اول آن می باشد.

## سخنان
در این بخش برخی از سخنان این عارف شوریده از زبان فریدالدین عطار نیشابوری در تذکرة الاولیاء ذکر شده است:
- و گفت: اصل همه دردها بسیار خوردن است و آفت دین بسیار خوردن.
- و گفت: هر که را مشغول گرداند به طلب دنیا از آخرت ذلیل و خوار گشت یا در دنیا یا در آخرت.
- و گفت: خواردار دنیا را تا بزرگ نمائی در چشم اهل دنیا و دنیادار.
- پرسیدند از توکل، گفت: توکل آن است که اگر ده هزار درم ترا وام بود چشم بر هیچ نداری نومید نباشی از حق تعالی بگزاردن آن.
- و گفت: جزع نکند در مصیبت مگر کسی که خدای را متهم داشته بود.